# Kamo, Niigata
Kamo (japanska: 加茂市?, Kamo-shi) är en stad i Niigata prefektur i Japan. Staden fick stadsrättigheter 1954.